# Proasellus grafi
Proasellus grafi és una espècie de crustaci isòpode pertanyent a la família dels asèl·lids.

## Hàbitat
És una espècie demersal.

## Distribució geogràfica
Es troba a Europa: el riu Yera (conca hidrogràfica del riu Pas, Cantàbria, l'Estat espanyol).